# Diana Reiter
Diana Reiter, także Diana Reiterówna (ur. 6 listopada 1902 w Drohobyczu, zm. 1943? w KL Płaszów) – polska architekt żydowskiego pochodzenia, jedna z pierwszych kobiet-architektów w Krakowie.

## Życiorys
Była córką Abrahama Reitera, wiceburmistrza Drohobycza, oraz Zofii Heimberg. W 1927 roku ukończyła studia na Wydziale Architektury Politechniki Lwowskiej. W latach 1928–1931 pracowała w Dyrekcji Robót Publicznych Urzędu Wojewódzkiego w Krakowie. W Biurze Konstrukcyjnym projektowała wspólnie z dwoma zatrudnionymi w nim architektami, Zdzisławem Kowalskim oraz Adamem Moschenim. W latach 1930–1931 pełniła obowiązki urzędnika technicznego, opiniowała projekty budynków nowo powstających w Krynicy i zajmowała się odwołaniami osób prywatnych od decyzji władz budowlanych Krakowa. Na zlecenie wojewódzkiego konserwatora zabytków zajmowała się restauracją zamku królewskiego w Niepołomicach. Przygotowywała też projekt przebudowy Pałacu Krzysztofory. Była współautorką konkursowego planu nowego gmachu Biblioteki Jagiellońskiej, za który otrzymała III nagrodę.
Po likwidacji Biura Konstrukcyjnego w 1931, została przydzielona do Oddziału Budowlanego. W związku z kryzysem ekonomicznym i redukcją etatów zwolniona z pracy z końcem 1931. W latach 1931–1934 pracowała w biurze Kazimierza Kulczyńskiego, wykonując rysunki architektoniczne. W 1932 na podstawie zdanego egzaminu otrzymała koncesję na wykonywanie zawodu budowlanego pozwalające na samodzielną pracę w zawodzie architekta. Wraz z Relą Schmeidler i Ireną Bertig należała do pierwszych kobiet pracujących w zawodzie architekta w Krakowie.
Od 1931 członkini Związku Architektów Województwa Krakowskiego, przemianowanego w 1934 na Stowarzyszenie Architektów Rzeczypospolitej Polskiej, oraz Związku Inżynierów Żydów; w 1937 wchodziła w skład zarządu tego stowarzyszenia. Do dziś istnieją dwa zaprojektowane przez nią budynki: przy al. Beliny-Prażmowskiego 28 (1933–1935) oraz ul. Pawlikowskiego 16 (1937–1939) – kamienica czynszowa realizowana dla Józefa i Eleonory Elsnerów. 
Od 1931 lub 1932 roku wraz z matką mieszkała przy ul. Królewskiej. W chwili wybuchu wojny mieszkała przy ul. Dunin-Wąsowicza. Podczas okupacji pracowała przez pewien czas w biurze Kazimierza Kulczyńskiego.  Po utworzeniu niemieckiej dzielnicy urzędniczej w tym rejonie została zmuszona do przeprowadzki na ul. Karmelicką (wówczas Reichsstrasse), a w 1941 przesiedlono ją do krakowskiego getta. Została zamordowana przez Niemców w obozie pracy przymusowej KL Plaszow w 1943 roku.

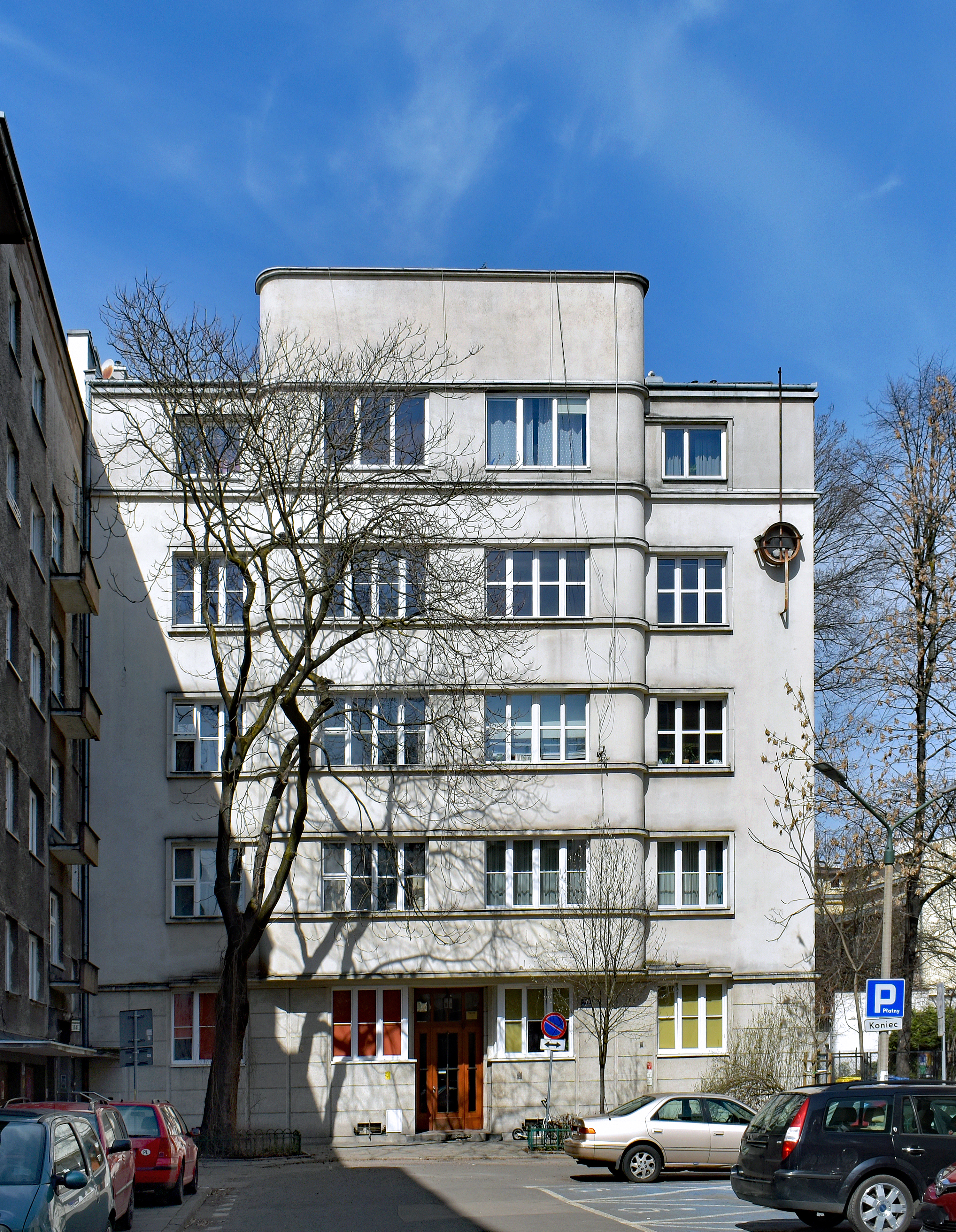
Kraków, ul. Pawlikowskiego 16. Kamienica Elsnerów, czwarte piętro dobudowano w latach 2000-2001.
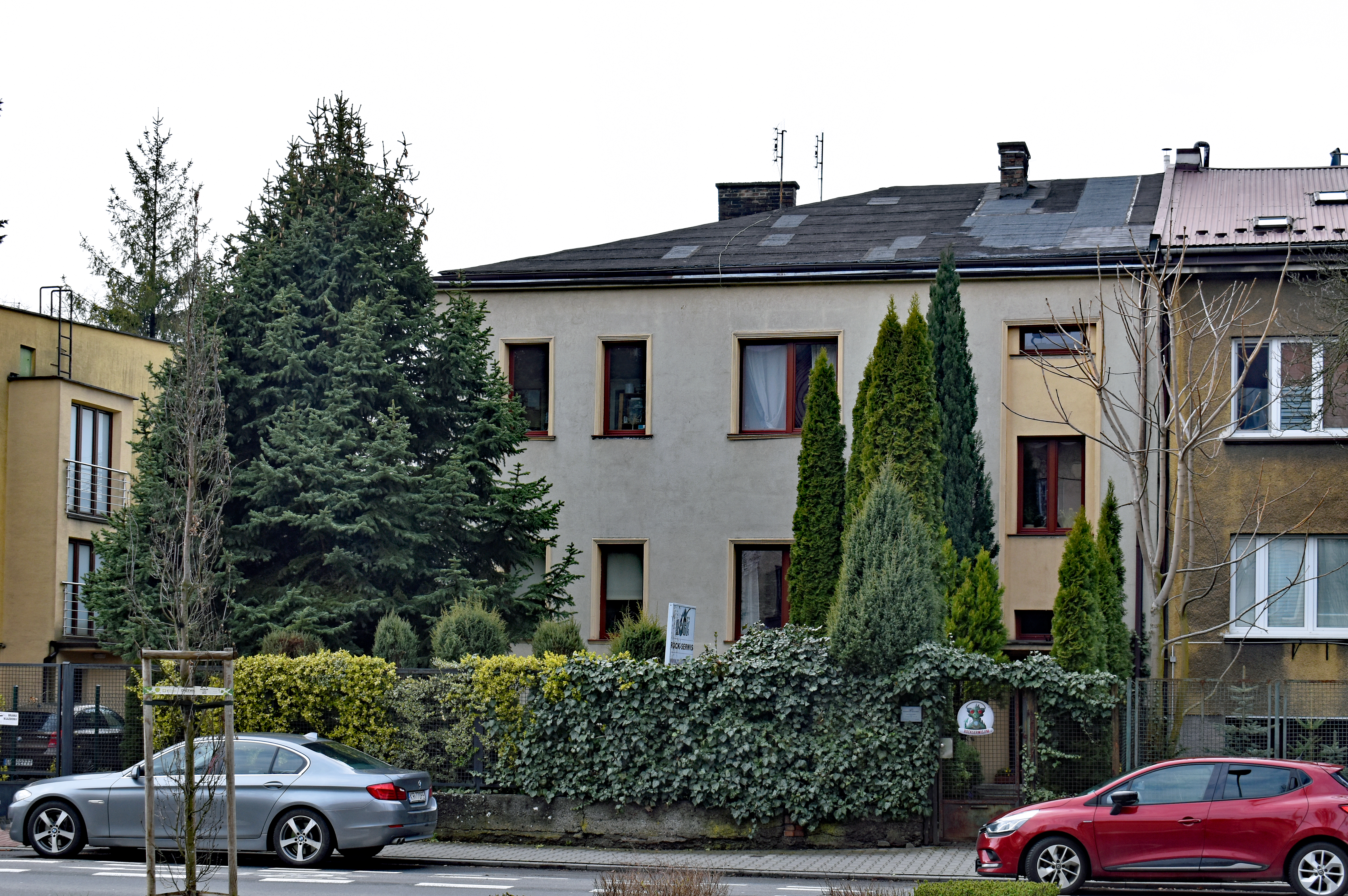
Kraków, al. W. Beliny-Prażmowskiego 28. Willa, 1934.